# Piedra de Fierro
Piedra de Fierro är en ort i Mexiko.   Den ligger i kommunen Santa María Chilchotla och delstaten Oaxaca, i den sydöstra delen av landet, 280 km sydost om huvudstaden Mexico City. Piedra de Fierro ligger 1 454 meter över havet och antalet invånare är 181.
Terrängen runt Piedra de Fierro är bergig åt nordost, men åt sydväst är den kuperad. Runt Piedra de Fierro är det ganska tätbefolkat, med 120 invånare per kvadratkilometer. Närmaste större samhälle är Huautla de Jiménez, 11,1 km söder om Piedra de Fierro. I omgivningarna runt Piedra de Fierro växer i huvudsak städsegrön lövskog.